# Jacksonville, Alabama
Jacksonville là một thành phố ở Quận Calhoun, Alabama, Hoa Kỳ. Dân số năm 2000 của thành phố là 8404 bao gồm 3.274 hộ gia đình với mật độ dân số là 393,3/km². Thành phần dân cư: 76,20% da trắng, 20,18% da đen, 1,29% châu Á, 0,35% da đỏ. Thu nhập bình quân mỗi hộ 48.137 USD. Thành phố có trường Đại học Tiểu bang Jacksonville với khoảng 9.000 sinh viên.